# ایلیونورا بریلیادوری
ایلیونورا بریلیادوری (ایتالیایی: Eleonora Brigliadori؛ زادهٔ ۱۸ فوریه ۱۹۶۰) بازیگر، مدل و مجری تلویزیون اهل ایتالیا است. او در سال ۲۰۱۶ به دلیل دیدگاه‌هایش درباره شیمی‌درمانی و تومورها، جنجال‌برانگیز شد. از فیلم‌های او می‌توان به ریمینی ریمینی و افسون اشاره کرد.

## دیدگاه‌ها
‏در سال ۲۰۰۷، بریلیادوری به دلیل رنگ‌آمیزی غیرقانونی یک صخره در سواحل گالورا، ساردینیا، تحت پیگرد قانونی قرار گرفت. او ادعا کرد که این کار را با اهداف هنری انجام داده است.
در سال‌های اخیر، او موضعی بحث‌برانگیز در زمینه پزشکی و به‌طور مشخص در مورد تومورها اتخاذ کرده است. بریلیا دوری به‌طور علنی شیمی‌درمانی را عامل مرگ افرادی دانسته که تحت این درمان قرار گرفته‌اند. او علیه پژوهشگران و تولیدکنندگان دارو نیز موضع گرفته و پزشک ایتالیایی، اومبرتو ورونزی را «پزشکی از جهنم» توصیف کرده است. بریلیادوری به‌صورت علنی در حساب فیسبوک خود از درمان‌های شبه‌علمی برای مقابله با تومورها حمایت می‌کند.  او از «روش هامر» دفاع می‌کند؛ روشی که بر این فرض استوار است که بیماری‌ها از تعارضات درونی حل‌نشده سرچشمه می‌گیرند. بریلیا دوری در این زمینه با مجری تلویزیونی مائوریتسیو کوستانتسو به مشاجره لفظی شدید پرداخت، تا جایی که کوستانتسو او را از برنامه‌اش، «مائوریتسیو کوستانتسو» بیرون کرد. پس از آن، او به‌صورت لفظی و فیزیکی به خبرنگار برنامه تلویزیونی کفتارها حمله کرد؛ خبرنگاری که در حال تحقیق دربارهٔ تبلیغ روش‌های درمانی جایگزین توسط بریلیادوری بود.